# Lucas Vázquez
Lucas Vázquez Iglesias (* 1. července 1991 A Coruña) je španělský profesionální fotbalista, který hraje na pozici pravého obránce či křídelníka za španělský klub Real Madrid. Mezi lety 2016 a 2018 odehrál také 9 utkání v dresu španělské reprezentace.

## Klubová kariéra

### Real Madrid (2010–2015)
Vázquez přišel do juniorského týmu Realu v roce 2007 v 16 letech. V seniorském fotbalu si poprvé zahrál za C-tým Realu v sezoně 2010/11. Svými 23 góly v sezoně 2011/12 pomohl B-týmu Realu k postupu do 2. španělské ligy. Svůj debut v 2. lize odehrál 17. srpna 2012, když odehrál závěrečných 6 minut v zápase proti Villarrealu (1:2). Svůj premiérový gól v 2. lize vstřelil 15. října 2012 proti UD Las Palmas (3:2).

#### RCD Espanyol (hostování)
19. srpna 2014 byl Vázquez poslán na hostování do Espanyolu hrajícím v Primera División. Svůj debut v La Lize odehrál 30. srpna 2014 proti Seville (1:2). Svůj první gól vstřelil 5. října 2014 proti Realu Sociedad (2:0). 3. června 2014 Vázquez podepsal čtyřletý kontrakt s Espanyolem za 2 miliony €.

### Real Madrid (2015–)
V červnu 2015 uplatnil Real na Vázqueze výstupní klauzuli a Vázquez se vrátil do Realu. Svůj debut odehrál 12. září 2015 proti svému bývalému klubu, Espanyolu (6:0). V základní sestavě se poprvé objevil o týden později v utkání s Granadou (1:0).
Svúj první gól vstřelil 30. prosince 2015 Realu Sociedad (3:1).
Vázquez se objevil i v 7 utkáních Ligy mistrů 2015/16. Ve finále proti Atléticu Madrid vstřelil gól v penaltovém rozstřelu a potvrdil tak výhru Realu (2:1 (pen. 5:4)). Následně si zahrál i v Superpoháru proti Seville. V poslední minutě nastavení nahrál Sergiu Ramosovi, který vstřelil gól a srovnal skóre zápasu na 2:2 (Zápas skončil výhrou Realu 3:2).
V říjnu podepsal nový kontrakt trvající do roku 2021.
Proti Osasuně 27. října 2021 odehrál 250. soutěžní zápas za Real Madrid, z něhož ovšem na domácí půdě vzešla bezgólová ligová remíza.

## Reprezentační kariéra
Vázquez nikdy Španělsko nereprezentoval na juniorské úrovni. Svůj reprezentační debut odehrál 7. června 2016 v přátelském utkání s Gruzií (0:1).
Jeden start si připsal na ME 2016 v osmifinále s Itálií (0:2).